# 葡萄牙教育部
葡萄牙教育部（葡萄牙語：Ministério da Educação）是葡萄牙政府的一個部門。

## 外部連結
- 官方网站 （葡萄牙語）
- 官方网站 （英語）